# Kloster Bujedo de Juarros
Das Kloster Bujedo de Juarros ist eine ehemalige Zisterzienserabtei beim Weiler (pedanía) Santa Cruz de Juarros in der Gemeinde Ibeas de Juarros ca. 35 km (Fahrtstrecke) östlich der Stadt Burgos in der Provinz Burgos in Kastilien-León in Spanien, nahe der Grenze zur Region La Rioja.

## Geschichte
Die Gründungsdaten des Klosters werden unterschiedlich angegeben: 1159, 1162 oder 1172; der erste urkundliche Beleg stammt aus dem Jahr 1182. Als Mutterkloster gilt das Kloster L’Escaladieu, womit Bujedo der Filiation der Primarabtei Morimond angehörte. Im 18. Jahrhundert wurden die Klausurgebäude in klassizistischem Stil modernisiert. Die Auflösung des Klosters dürfte in die Zeit der Regierung von Juan Álvarez Mendizábal (1835) fallen. Seit dem Jahr 1891 wird das Kloster von den Brüdern der christlichen Schulen genutzt. In den 1980er Jahren wurde es in Privatinitiative mustergültig restauriert.

## Bauten und Anlage

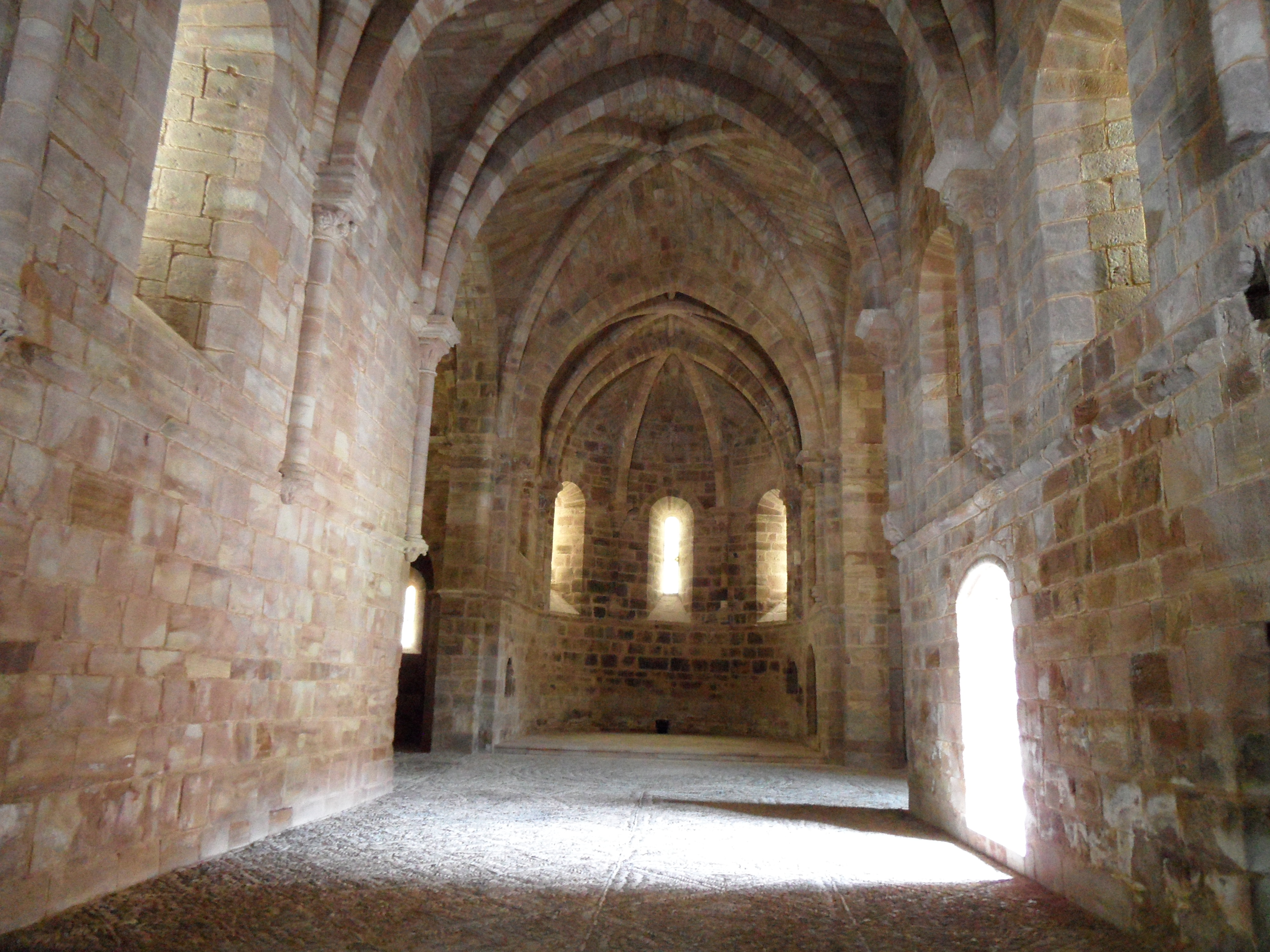
Kirchenschiff

Die einschiffige, rippengewölbte Klosterkirche hat die Form eines lateinischen Kreuzes und verfügt über ein Querhaus mit zwei halbrunden Nebenapsiden. Die Westfassade wird von zwei Strebepfeilern gerahmt; dazwischen befindet sich die leicht vorgezogene Portalzone. Das Portal selbst hat einen spätgotischen Dreipassbogen. Die Gewölberippen ruhen – wie bei Zisterzienserbauten üblich – auf seitlichen Konsolen. Die Kieselsteinpflasterung des Kirchenschiffs (nave) ähnelt derjenigen des Klosters Las Huelgas bei Burgos. Der Klausurbereich lag im Süden der Kirche. Vom mittelalterlichen Kreuzgang (claustro) sind sieben Doppelkapitelle und sieben Basen erhalten. Außerdem existieren noch die Sakristei und der vergleichsweise reich ausgestaltete Kapitelsaal mit drei Öffnungen zum Kreuzgang.